# Minerva Park (Ohio)
Pour les articles homonymes, voir Minerva Park.
Minerva Park est un village américain situé dans le comté de Franklin, dans l'Ohio. Selon le recensement de 2020, sa population est de 2 009 habitants.